# Har Sasa
Har Sasa (hebreiska: הר סאסא) är ett berg i Israel.   Det ligger i distriktet Norra distriktet, i den norra delen av landet. Toppen på Har Sasa är 830 meter över havet. Har Sasa ingår i Haré Meron.
Terrängen runt Har Sasa är lite kuperad. Runt Har Sasa är det tätbefolkat, med 511 invånare per kvadratkilometer. Närmaste större samhälle är Karmi'el, 15,2 km sydväst om Har Sasa. 